# Radicali (giapponese)
Questo è l'elenco ordinato per numero di tratti dei 214 radicali (detti "bushu" 部首; in cinese, "bùshǒu"; in coreano, "busu" 부수; in vietnamita, "Bộ thủ") dei kanji nella lingua giapponese. Ogni ideogramma ha un radicale (o è interamente costituito dal radicale), e questo aiuta nella comprensione del significato del kanji nella sua integrità, poiché ciascun carattere non è che un insieme di elementi dei quali uno è considerato "principale", per l'appunto, il radicale. Questi non sono sempre divisi solamente per numero di tratti, ma anche a seconda della loro posizione all'interno dei kanji. Infatti possono trovarsi:
- へん (Hen), a sinistra
- つくり (Tsukuri), a destra
- かんむり (Kanmuri), in alto
- あし (Ashi), in basso
- たれ (Tare), all'angolo in alto a sinistra
- にょう (Nyō), all'angolo in basso a sinistra
- かまえ (Kamae), ai quattro angoli, intorno

È disponibile una ricostruzione filologica dei radicali Kangxi 康熙部首 (Kōki Bushu, Kooki Bushu o Kouki Bushu in giapponese), che si può affiancare alla ricostruzione filologica dei sinogrammi più diffusi e al Primo Cinese Medio, derivato dal Cinese antico e che spiega molto bene alcune peculiarità della pronuncia on dei kanji e delle altre lingue sino-xeniche e dei dialetti meridionali cinesi.
I nomi indicati nella lista sotto sono fortemente collegati alla loro origine filologica e, in traduzione, possono presentare delle discrepanze con il nome in giapponese. A volte i radicali sono noti con altri nomi, ma possono per esempio derivare dal significato moderno o derivare da nomi tramandati per tradizione ma errati. Per esempio, 行 viene spesso indicato in modo parzialmente fuorviante come "camminare lentamente, viaggiare" e simili, ma in realtà indica/ritrae un incrocio stradale inquadrato dall'alto, ragion per cui viene chiamato "l'incrocio stradale".

## Tratti
1 - 2 - 3 - 4 - 5 - 6 - 7 - 8 - 9 - 10 - 11 - 12 - 13 - 14 - 15 - 16 - 17

### 一画
- 一 - いち [ichi]: il tratto orizzontale
- 丨 - たてぼう [tatebō]: il tratto verticale
- 丶 - てん [ten]: il punto; la fiammella
- 丿 - はらいぼう, の(かんむり) [haraibō, no(kanmuri)]: il tratto ricurvo a sinistra
- 乙 - おつ [otsu]: il tratto ricurvo a destra; l'osso della branchia
- 亅 - はねぼう [hanebō]: il tratto uncinato

### 二画
- 二 - に [ni]: il numero due
- 亠 - けいさんかんむり, なべぶた [keisankanmuri, nabebuta]: il coperchio
- 人 - ひと, にんべん, ひとがしら, ひとやね [hito, ninben, hitogashira, hitoyane]: l'Uomo, la persona
- 儿 - にんにょう, ひとあし [ninnyō, hitoashi]: le gambe
- 入 - いる, いりがしら, いりやね [iru, irigashira, iriyane]: la punta della freccia; la punta dell'attrezzo
- 八 - はち, はちがしら [hachi, hachigashira]: la divisione [!!! a volte indica due mani stilizzate, in origine 廾]
- 冂 - けいがまえ, まきがまえ, どうがまえ [keigamae, makigamae, dōgamae]: la campagna; la natura più selvaggia
- 冖 - わかんむり [wakanmuri]: il panno per coprire
- 冫 - にすい [nisui]: il ghiaccio
- 几 - つくえ, つくえきにょう, かぜかんむり [tsukue, tsukuekinyō, kazekanmuri]: il tavolino
- 凵 - かんにょう, うけばこ [kannyō, ukebako]: la buca
- 刀; 刂 - かたな, りっとう [katana, itsudō]: il coltello, la lama
- 力 - ちから, いきづくり [chikara, ikizukuri]: la forza, la potenza, l'energia; l'aratro in legno
- 勹 - つつみがまえ [tsutsumigamae]: la placenta; l'Uomo ricurvo; avvolgere
- 匕 - ヒ [hi, saji]: il cucchiaio; il mestolino da vino
- 匚 - はこがまえ [hakogamae]: il contenitore (da un decalitro)
- 匸 - かくしがまえ [kakushigamae]: il nascondiglio
- 十 - じゅう [jū]: l'ago; il numero dieci
- 卜 - ぼくのと [bakunoto]: la divinazione, la profezia; la piromanzia
- 卩; 㔾 - ふしづくり, わりふ [fushizukuri, warifu]: l'Uomo inginocchiato
- 厂 - がんだれ [gandare]: il dirupo, il burrone, il baratro, il pendio
- 厶 - む [mu]: personale, privato
- 又 - また [mata]: la mano destra

### 三画
- 口 - くち, くちべん [kuchi, kuchiben]: la bocca spalancata
- 囗 - くにがまえ [kunigamae]: il recinto, la recinzione; il confine; circondare
- 土 - つち, つちへん [tsuchi, tsuchihen]: la terra, il suolo
- 士 - さむらい, さむらいかんむり [samurai, samuraikanmuri]: l'ascia rituale; il soldato
- 夂 - ふゆがしら [fuyugashira]: il piede rivolto verso il basso; seguire
- 夊 - すいにょう, ちかんむり, のまたかんむり [suinyō, chikanmuri, nomatakanmuri]: la variante del piede rivolto verso il basso
- 夕 - ゆう, ゆうべ [yū, yūbe]: la sera
- 大 - だい, だいかんむり, だいかしら [dai, daikanmuri, daigashira]: l'uomo con le braccia distese; la grandezza
- 女 - おんな, おんなへん [onna, onnahen]: la donna inginocchiata
- 子 - こ, こへん [ko, kohen]: il bambino in fasce
- 宀 - うかんむり [ukanmuri]: il tetto
- 寸 - すん, すんづくり [sun, sunzukuri]: il pollice cinese (3,33 cm), lo cùn [!!! spesso raffigura soltanto una mano che regge un oggetto]
- 小 - しょう, しょうかんむり, ちいさい [shō, shōkanmuri, chiisai]: i granelli di sabbia
- 尢；尣 - だいのまげあし [dainomageashi]: lo zoppo
- 尸 - しかばね, しかばねかんむり [shikabane, shikabanekanmuri]: il corpo seduto
- 屮 - てつ, くさのめ [tetsu, kusanome]: il germoglio
- 山 - やま, やまへん [yama, yamahen]: la montagna
- 巛; 川 - まがりかわ, かわ [magarikawa, kawa]: il fiume, il ruscello, il corso d'acqua
- 工 - こう, たくみへん [kō, takumihen]: la squadra da carpentiere, l'attrezzo per solcare il terreno; il lavoro
- 己 - おのれ, すでに, み [onore, sudeni, mi]: la corda di seta
- 巾 - はば, はばへん, きんべん [haba, habahen, kinben]: il fazzoletto di stoffa
- 干 - かん, いちじゅう [kan, ichijū]: lo scudo
- 幺 - よう, いとがしら [yō, itogashira]: piccolo
- 广 - まだれ [madare]: l'edificio senza le mura, l'ampiezza, il riparo, la copertura
- 廴 - えんにょう, いんにょう [ennyō, innyō]: l'Uomo che avanza; l'avanzata
- 廾 - こまぬき, にじゅうあし, きょう  [komanuki, nijūashi, kyō]: le mani giunte
- 弋 - よく, しきがまえ, いぐるみ [yoku, shikigamae, igurumi]: il palo affilato
- 弓 - ゆみ, ゆみへん [yumi, yumihen]: l'arco
- 彐; 彑 - けいがしら [keigashira]: il grugno, il muso del maiale; la mano stilizzata a grugno
- 彡 - さんづくり, けかざり [sanzukuri, kekazari]: la ciocca di capelli, l'ornamento
- 彳 - ぎょうにんべん [gyōninben]: l'incrocio a T

### 四画
- 心; 忄 - こころ, りっしんべん, したごころ [kokoro, risshinben, shitagokoro]: il cuore, la mente, la sensazione
- 戈 - ほこ, ほこづくり [hako, hakozukuri]: il ge, la scure, l'alabarda
- 戶; 戸 - と, とかんむり, とだれ [to, tokanmuri, todare]: la porta a un battente
- 手; 扌 - て, てへん [te, tehen]: la mano
- 支 - しにょう, えだにょう [shinyō, edanyō]: il ramo
- 攴; 攵 - ぼくづくり, ぼくにょう, のぶん [bokuzukuri, bokunyō]: il bastone in mano, l'autorità, il battente
- 文 - ぶん, ぶんにょう [bun, bunnyō]: la letteratura, il carattere, il tatuaggio
- 斗 - とます, と [tomasu, to]: il mestolo, il decalitro di grano
- 斤 - おの, おのづくり [ono, onozukuri]: l'ascia in pietra
- 方 - ほう, ほうへん, かたへん [hō, hōhen, katahen]: la punta del coltello [!!! in alcuni caratteri indica l'asta di un vessillo]
- 无 - なし, むにょう, すでのつくり [nashi, munyō, sudenozukuri]: la danza dello sciamano, la danza rituale; non avere
- 日 - ひ, ひへん, にちへん [hi, hihen, nichihen]: il sole
- 曰 - ひらび, いわく [hirabi, iwaku]: dire, parlare, chiamare
- 月 - つき, つきへん [tsuki, tsukihen]: la luna [!!! in molti caratteri in realtà indica la carne]
- 木 - き, きへん [ki, kihen]: albero, legno
- 欠 - あくび, けんづくり [akubi, kenzukuri]: lo sbuffo d'aria
- 止 - とめる, とめへん [tomeru, tomehen]: l'impronta del piede orientata verso l'alto
- 歹;歺 - がつへん, かばねへん [gatsuhen, kabanehen]: i resti umani
- 殳 - ほこづくり, るまた [hokozukuri, rumata]: il martello, il battente da tamburo
- 毋; 母 - なかれ, はは [nakare, haha]: i capezzoli stilizzati; il divieto, la proibizione
- 比 - ならびひ, くらべる [narabihi, kuraberu]: il confronto, il paragone
- 毛 - け [ke]: il pelo, la peluria
- 氏 - うじ [uji]: l'effigie del clan, il clan; l'uomo piegato che ara un campo
- 气 - きがまえ [kigamae]: l'aria [!!! il carattere 氣 è posteriore]
- 水; 氵; 氺 - みず, さんずい, したみず [mizu, sanzui, shitamizu]: l'acqua, il liquido, la distesa idrica, lo specchio d'acqua
- 火; 灬 - ひ, ひへん, れっか [hi, hihen, rekka]: il fuoco, le fiamme
- 爪; 爫 - つめ, そうにょう, つめかんむり [tsume, sōnyō, tsumekanmuri]: l'artiglio; la mano stilizzata ad artiglio
- 父 - ちち [chichi]: la lama dell'ascia; il padre
- 爻 - こう [kō]: l'achilleomanzia, i rami d'achillea
- 爿 - しょうへん [shōhen]: il letto
- 片 - かた, かたへん [kata, katahen]: la tavola di legno, l'albero segato
- 牙 - きば, きばへん [kiba, kibahen]: le zanne d'avorio; i denti incisivi
- 牛; 牜 - うし, うしへん [ushi, ushihen]: il bue, il bovino
- 犬; 犭 - いぬ, けものへん [inu, kemonohen]: il cane

### 五画
- 玄 - げん [gen]: la corda dell'arco; il nero-rossiccio
- 玉; 王 - たま, たまへん, おうへん [tama, tamahen, ōhen]: la giada
- 瓜 - うり [uri]: la cucurbitacea
- 瓦 - かわら [kawara]: la tegola di terracotta, la terracotta
- 甘 - あまい, かん [amai, kan]: il sapore dolce, la dolcezza
- 生 - いきる, うまれる, せい [ikiru, umareru, sei]: il virgulto
- 用 - もちいる, よう [morairu, yō]: il secchio come misurino, l'utilizzo
- 田 - た, たへん [ta, tahen]: la risaia, il campo coltivato
- 疋 - ひき [hiki]: il rotolo di stoffa
- 疒 - やまいだれ [yamaidare]: il letto del malato, la malattia
- 癶 - はつがしら [hatsugashira]: i piedi in direzione opposta
- 白 - しろ, はくへん [shiro, hakuhen]: il colore bianco; la fiammella, la ghianda
- 皮 - けがわ, ひのかわ [kegawa, hinokawa]: la pelle
- 皿 - さら [sara]: il vaso sacrificale, l'anfora sacrificale, la coppa sacrificale, il recipiente
- 目; 罒 - め, めへん [me, mehen]: l'occhio
- 矛 - ほこ, ほこへん [hoko, hokohen]: la lancia
- 矢 - や, やへん [ya, yahen]: la freccia
- 石 - いし, いしへん [ishi, ishihen]: la pietra
- 示; 礻 - しめす, しめすへん [shimesu, shimesuhen]: l'altare sacrificale
- 禸 - じゅうのあし [jūnoashi]: l'impronta di animale
- 禾 - のぎ, のぎへん [nogi, nogihen]: il cereale
- 穴 - あな, あなかんむり [ana, anakanmuri]: la caverna, l'antro, la grotta, la spelonca
- 立 - たつ, たつへん [tatsu, tatsuhen]: l'uomo in piedi

### 六画
- 竹 - たけ, たけかんむり [take, takekanmuri]: il bambù, le foglie di bambù
- 米 - こめ, こめへん [kome, komehen]: il riso
- 糸 - いと, いとへん [ito, itohen]: la seta, il filo
- 缶 - ほとぎ, ほとぎへん [hotoki, hotokihen]: la giara di terracotta
- 网 - あみめ, あみがしら [amime, amigashira]: la rete
- 羊 - ひつじ, ひつじへん [hitsuji, hitsujihen]: la pecora, la capra, il montone, l'ariete
- 羽; 羽 - はね [hane]: le piume
- 老; 耂 - おいかんむり [oikanmuri]: il vecchio
- 而 - しこうして [shikōshite]: la barba
- 耒 - らいすき, すきへん [raisuki, sukihen]: l'erpice
- 耳 - みみ, みみへん [mimi, mimihen]: l'orecchio, il padiglione auricolare
- 聿 - いつ, ふでづくり [itsu, fudezukuri]: il pennello
- 肉; 月 - にく, にくづき [niku, nikuzuki]: la carne
- 臣 - しん, おみ [shin, omi]: l'occhio chino
- 自 - みずから [mizukara]: il naso in forma arcaica
- 至 - いたる, いたるへん [itaru, itaruhen]: raggiungere
- 臼 - うす [usu]: il mortaio
- 舌 - した, したへん [shita, shitahen]: la lingua [!!! qui intesa come organo anatomico, non come parola o linguaggio]
- 舛 - まいあし [maiashi]: i piedi in direzione convergente
- 舟 - ふね, ふねへん [fune, funehen]: la barca
- 艮 - こん, こんづくり, ねづくり, うしとら [kon, konzukuri, nezukuri, ushitora]: la disobbedienza; il limite
- 色 - いろ [iro]: il colore; la carnagione
- 艸; 艹 - くさ, くさかんむり [kusa, kusakanmuri]: l'erba, i ciuffi d'erba
- 虍 - とらかんむり, とらがしら [torakanmuri, toragashira]: la tigre
- 虫 - むし, むしへん [mushi, mushihen]: il serpente velenoso, l'insetto, l'animale che striscia
- 血 - ち [chi]: la goccia di sangue
- 行 - ゆきがまえ, ぎょうがまえ [yukigamae, kyōgamae]: l'incrocio stradale
- 衣; 衤 - ころも, ころもへん [koromo, koromohen]: il vestito, la tunica tradizionale
- 襾 - おおいかんむり, にし [ooikanmuri, nishi]: il coperchio

### 七画
- 見 - みる [miru]: la percezione
- 角 - つの, つのへん [tsuno, tsunohen]: il corno
- 言; 訁 - ことば, げん, ごんべん [kotoba, gen, gonben]: la parola
- 谷 - たに, たにへん [tani, tanihen]: la valle
- 豆 - まめ, まめへん [mame, mamehen]: la coppa sacrificale
- 豕 - いのこ, いのこへん, ぶた [inoko, inokohen, buta]: il maiale
- 豸 - むじなへん [mujinahen]: il gatto, il felino
- 貝 - かい, かいへん, こがい [kai, kaihen, kogai]: la conchiglia, il guscio della lumaca di mare; la valuta
- 赤 - あか [aka]: il rosso fuoco, il colore rosso, il rosso scarlatto
- 走 - はしる, そうにょう [hashiru, sōnyō]: la marcia, la corsa
- 足 - あし, あしへん [ashi, ashihen]: il piede, la gamba
- 身 - み, みへん [mi, mihen]: la donna incinta, il corpo
- 車 - くるま, くるまへん [kuruma, kurumahen]: il carro, la ruota del carro
- 辛 - しん, からい [shin, karai]: il coltello per marchiare i prigionieri
- 辰 - しんのたつ [shinnotatsu]: il coltello di conchiglia; lo scossone
- 辵; 辶 - しんにょう, しんにゅう [shinnyō, shinnyū]: il cammino
- 邑; 阝 - むら, おおざと [mura, oozato]: la città
- 酉 - とりへん, ひよみのとり, さけのとり [torihen, hiyominotori, sakenotori]: l'anfora di vino
- 釆 - のごめ, のごめへん [nogome, nogomehen]: l'impronta di animale, la zampa di animale
- 里 - さと, さとへん [sato, satohen]: il villaggio; il li, il mezzo chilometro

### 八画
- 金; 釒 - かね, かねへん [kane, kanehen]: il metallo, il rame [!!! dopo il V° secolo a.C. ha iniziato a indicare l'oro]
- 長 - ながい [nagai]: i capelli lunghi
- 門 - もん, もんがまえ, かどがまえ [mon, mongamae, kadogamae]: la porta a due battenti
- 阜; 阝 - おか, こざとへん [oka, kozatohen]: la collina
- 隶 - れいづくり [reizukuri]: la sottomissione, la cattura, afferrare
- 隹 - ふるとり [furutori]: l'uccello con la coda corta
- 雨 - あめ, あめかんむり [ame, amekanmuri]: la pioggia
- 靑; 青 - あお [ao]: il verde germoglio, l'azzurro celeste, il colore dell'Oriente
- 非 - あらず [arazu]: le ali spiegate; non essere

### 九画
- 面 - めん [men]: la faccia
- 革 - かわへん, つくりがわ [kawahen, tsukurigawa]: il cuoio non conciato, il cuoio grezzo
- 韋 - なめしがわ [nameshigawa]: la zona sorvegliata, la sorveglianza, la guardia, la zona circondata
- 韭 - にら [nira]: l'aglio cinese, l'erba cipollina cinese
- 音 - おと, おとへん [oto, otohen]: il suono
- 頁 - おおがい [oogai]: la testa/pagina
- 風 - かぜ [kaze]: il vento
- 飛 - とぶ [tobu]: il volo, l'ala d'uccello
- 食; 飠 - しょく, しょくへん [shoku, shokuhen]: il cibo
- 首 - くび [kubi]: la testa
- 香 - かおり [kaori]: il profumo, la fragranza

### 十画
- 馬 - うま, うまへん [uma, umahen]: il cavallo
- 骨 - ほね, ほねへん [hone, honehen]: le ossa, lo scheletro
- 高 - たかい [takai]: la torre
- 髟 - かみかんむり, かみがしら [kamikanmuri, kamigashira]: i capelli lunghi
- 鬥 - とうがまえ, たたかいがまえ [dōgamae, tatakaigamae]: il combattimento; il litigio
- 鬯 - ちょう, においざけ [chō, nioizake]: il vino di miglio sacrificale
- 鬲 - かなえ [kanae]: il calderone, la marmitta
- 鬼 - おに, きにょう [oni, kinyō]: il fantasma, il demone, lo spettro, lo spirito; l'uomo mascherato da demone

### 十一画
- 魚 - さかな, うおへん [sakana, uohen]: il pesce
- 鳥 - とり, とりへん [tori, torihen]: l'uccello dalla coda lunga
- 鹵 - しお [shio]: il sale grezzo, il sacco di sale
- 鹿 - しか [shika]: il cervo
- 麥; 麦 - むぎ, ばくにょう [mugi, bakunyō]: il frumento
- 麻 - あさ, あさかんむり [asa, asakanmuri]: la canapa

### 十二画
- 黃; 黄 - き [ki]: il colore giallo, il medaglione di giada, il disabile sacrificato
- 黍 - きび [kibi]: il miglio
- 黑; 黒 - くろ [kuro]: il colore nero; il tatuaggio punitivo
- 黹 - ぬいとり, ふつへん [nuitori, futsuhen]: il ricamo

### 十三画
- 黽 - べんあし, かえる, べん [ben'ashi, kaeru, ben]: la rana, il rospo
- 鼎 - かなえ [kanae]: il tripode
- 鼓 - つづみ [tsuzumi]: il tamburo battuto
- 鼠 - ねずみ, ねずみへん [nezumi, nezumihen]: il topo

### 十四画
- 鼻 - はな, はなへん [hana, hanahen]: il naso
- 齋; 斉 - せい [sei]: l'uguaglianza, le tre spighe di grano

### 十五画
- 齒; 歯 - は, はへん [ha, hahen]: i denti

### 十六画
- 龍; 竜 - りゅう [ryū]: il drago
- 龜; 亀 - かめ [kame]: la tartaruga

### 十七画
- 龠 - やく, ふえ [yaku, fue]: il flauto di Pan

## Tavola di Radicali Kangxi con pronuncia sino-xenica, Primo Cinese Medio e variazioni in vietnamita e giapponese
Nella seguente tabella, i Radicali Kangxi sono ordinabili in base al pinyin o alla pronuncia nel dialetto cantonese in base a un pulsante apposito. In più, si possono fare paragoni tra la pronuncia cinese attuale e quella in Primo Cinese Medio in base alla ricostruzione del Guangyun di Baxter (2011), Laddove il carattere è assente, non è stata indicata la pronuncia. Oltre al Primo Cinese Medio, sono presenti la lettura cinese in lingua coreana, vietnamita e giapponese (con derivazione storica) Go-on e Kan-on (laddove esistono più pronunce, si è optato per scegliere quella più vicina al cinese medio; per esempio, la pronuncia tarda Tang e Song 唐宋音 e le pronunce slang sono state escluse). Quella giapponese è affiancata dalla trascrizione in caratteri romani (roomaji) con il sistema Hepburn. Le vocali lunghe sono state trascritte seguendo l'ortografia invece della pronuncia, siccome la -u finale è ben distinta (e da essa si risale a un dittongo o a una coda nasale velare in cinese). La pulsantiera si può usare anche per aiutarsi a fare comparazioni con il Primo Cinese Medio con delle caratteristiche a inizio sillaba e fine sillaba (per le seconde, è stata impostata una colonna ad hoc). La romanizzazione in cantonese è stata effettuata con il sistema Jyutping. I Radicali Kangxi sono affiancati da tutte le loro variazioni, versioni semplificate e dalle variazioni rintracciabili nei kanji giapponesi e negli Han tu vietnamiti.
| Radicale (Kangxi Bushou)     | Pinyin                     | Primo Cinese Medio (Baxter, 2011) | *-p/t/k? *-m? -n? -ng? | Cantonese (Jyutping)               | Giapponese (Kouki Bushu) On'yomi                        | Roomaji                                         | Coreano (Kangheui Busu) Hangeul | Vietnamita (Bộ thủ Khang Hi)   | Altri nomi 名字      |
| ---------------------------- | -------------------------- | --------------------------------- | ---------------------- | ---------------------------------- | ------------------------------------------------------- | ----------------------------------------------- | ------------------------------- | ------------------------------ | -------------------- |
| 一                           | Yī                         | 'jit                              | *-t                    | jat1                               | イチ                                                    | ichi                                            | 일                              | nhất                           | -                    |
| 丨                           | Gǔn                        | (古本切)                          | -n                     | gwan2                              | コン                                                    | kon                                             | 곤                              | cổn                            | -                    |
| 丶> 主, 。                   | Zhǔ (Diǎn)                 | (知庾切 > 冢庾切)                 |                        | jyu2                               | チュ                                                    | chu                                             | 주                              | chủ                            | -                    |
| 丿, (乀, 乁)                 | Piě                        | (房密切 > 普蔑切 > 匹蔑切)        | *-t                    | pit3                               | ヘツ                                                    | hetsu                                           | 별                              | phiệt                          | -                    |
| 乙, (⺄, 乚)                 | Yǐ                         | (於筆切 > 億姞切 > 益悉切)        | *-t                    | jyut3                              | オツ                                                    | otsu                                            | 을                              | ất                             | -                    |
| 亅                           | Jué                        | (衢月切 > 其月切)                 | *-t                    | kyut3                              | ケツ                                                    | ketsu                                           | 궐                              | quyết                          | -                    |
| 二                           | Èr                         | nyijH                             |                        | ji6                                | ニ                                                      | ni                                              | 이                              | nhị                            | -                    |
| 亠                           | Tóu                        | (徒鉤切) (dallo【字彙】)          |                        | tau4                               | トウ                                                    | tou                                             | 두                              | đầu                            | 文字头               |
| 人, 亻                       | Rén                        | nyin                              | -n                     | jan4                               | ニン                                                    | nin                                             | 인                              | nhân                           | 人字头 单人旁 单立人 |
| 儿                           | Ér, Rén                    | nye                               |                        | ji4                                | ニン                                                    | nin                                             | 아, 인                          | nhi                            | -                    |
| 入                           | Rù                         | nyip                              | *-p                    | jap6                               | ニュウ < ニフ                                           | nyuu < nifu                                     | 입                              | nhập                           | -                    |
| 八 > 丷                      | Bā                         | peat                              | *-t                    | baat3                              | ハチ                                                    | hachi                                           | 팔                              | bát                            | 八字旁               |
| 冂 > 冋 > 坰                 | Jiōng                      | kweng (古熒切 > 涓熒切)           | -ng                    | gwing1                             | ケイ                                                    | kei                                             | 경                              | quynh                          | 同字框               |
| 冖 > 冪                      | Mí                         | (莫狄切)                          | *-k                    | mik6 (da 幂 mi4)                   | ミャク                                                  | myaku                                           | 멱                              | mịch                           | 秃宝盖               |
| 仌 > 冫(冰)                  | Bīng                       | ping                              | -ng                    | bing1                              | ベキ                                                    | beki                                            | 빙                              | băng                           | 两点水               |
| 几                           | Jī                         | kj+jX, kijX                       |                        | gei2 (Jǐ) gei1 (Jī)                | キ                                                      | ki                                              | 궤                              | kỷ                             | -                    |
| 凵 > 坎                      | Kǎn, Qiǎn                  | khomX (da 坎 kan3, "buca")        | *-m                    | ham1 (da 坎 kan3, "buca")          | カン < カム コン < コム                                 | kan < kamu kon < komu                           | 감                              | khảm                           | -                    |
| 刀,刂, ⺈                    | Dāo                        | taw                               |                        | dou1                               | トウ タウ                                               | tou tau                                         | 도                              | đao                            | 力字旁 立刀旁        |
| 力                           | Lì                         | lik                               | *-k                    | lik6                               | リキ リョク                                             | riki ryoku                                      | 력, 역                          | lực                            | -                    |
| 勹 > 包, 胞                  | Bāo                        | paew (da 包 bao1)                 |                        | baau1 (da 包 bao1)                 | ホウ < ハウ                                             | hou < hau                                       | 포                              | bao                            | 包字头               |
| 匕                           | Bǐ                         | pjijH, pjijX                      |                        | bei6                               | ヒ                                                      | hi                                              | 비                              | chủy                           |                      |
| 𠥓 > 匚                      | Fāng                       | pjang                             | -ng                    | fong1                              | ホウ < ハウ                                             | hou < hau                                       | 방                              | phương                         | 三框儿               |
| 匸                           | Xǐ                         | (胡礼切 > 戸禮切)                 |                        | hai2, hai5, wai5                   | ケイ                                                    | kei                                             | 혜                              | hệ                             | -                    |
| 十                           | Shí                        | dzyip                             | *-p                    | sap6                               | ジュウ < ジフ シュウ < シフ                             | juu < jifu shuu < shifu                         | 십                              | thập                           | 十字儿               |
| ⺊ >卜                       | Bǔ                         | puwk                              | *-k                    | baak6                              | ボク ホク                                               | boku hoku                                       | 복                              | bốc                            | 卜字头               |
| 卩 > 㔾, 卪, (巴)            | Jié                        | (子結切)                          | *-t                    | zit3 (da 节 jie2)                  | セツ                                                    | setsu                                           | 절                              | tiết                           | 单耳刀               |
| 厂, (⺁)                     | Hàn                        | xanH                              | -n                     | cong2                              | カン                                                    | kan                                             | 한                              | hán                            | 厂字旁               |
| 厶 > 私                      | Sī                         | sij (da 私 si1)                   |                        | si1 (da 私 si1)                    | シ                                                      | shi                                             | 사                              | khư                            | 私字儿               |
| 又 > (彐)                    | Yòu                        | hjuwH                             |                        | jau6                               | ユウ                                                    | uu                                              | 우                              | hựu                            | 又字旁               |
| 口                           | Kǒu                        | khuwX                             |                        | hau2                               | コウ ク                                                 | kou ku                                          | 구                              | khẩu                           | 口字旁               |
| 囗                           | Wéi                        | hjw+j (da 围 wei2)                |                        | wai4 (da 围 wei2)                  | イ < ヰ                                                 | i < wi                                          | 위                              | vi                             | 方框儿               |
| 土                           | Tŭ                         | thuX, duX                         |                        | tou2                               | ト ド                                                   | to do                                           | 두                              | thổ                            | 提土旁               |
| 士                           | Shì                        | dzriX                             |                        | si6                                | シ                                                      | shi                                             | 사                              | sĩ                             | -                    |
| 夂                           | Zhì                        | (陟侈切 > 陟移切)                 |                        | zi2                                | チ                                                      | chi                                             | 치                              | truy                           | 反文旁               |
| 夊                           | Suī                        | swij                              |                        | seoi1                              | スイ                                                    | sui                                             | 쇠                              | tuy/suy                        | -                    |
| 夕 (~月)                     | Xī                         | zjek                              | *-k                    | zik6                               | セキ ジャク                                             | seki jaku                                       | 석                              | tịch                           | 夕字旁               |
| 大 (太; ~亣, ~立)            | Dài, Dà                    | dajH, daH                         |                        | daai6                              | ダイ タイ                                               | dai tai                                         | 대                              | đại                            | 大字头               |
| 女                           | Nǚ                         | nrjoX                             |                        | neoi5                              | ニョ                                                    | nyo                                             | 녀, 여                          | nữ                             | 女字旁               |
| 𡿹 > 子, (㜽)                | Zǐ                         | tsiX                              |                        | zi2                                | シ                                                      | shi                                             | 자                              | tử                             | 子字旁               |
| ~向 > 宀                     | Miàn                       | (武延切 > 彌延切)                 | -n                     | min4                               | メン                                                    | men                                             | 면                              | miên                           | 宝盖头               |
| 寸                           | Cùn                        | tshwonH                           | -n                     | cyun3                              | スン ソン                                               | sun son                                         | 촌                              | thốn                           | 寸字旁               |
| 小, ⺌                       | Xiǎo                       | sjewX                             |                        | siu2                               | ショウ < セウ                                           | shou < seu                                      | 소                              | tiểu                           | 小字头               |
| 𡯁 > 尢, 尣                  | Wāng                       | [羽求切 > 尤]                     | -ng                    | wong1                              | オウ < ワウ                                             | ou < wau                                        | 왕                              | uông                           | 尤字旁               |
| 𡰣 > 尸                      | Shī                        | syij                              |                        | si1                                | シ                                                      | shi                                             | 시                              | thi                            | 尸字头               |
| 屮                           | Chè                        | (丑列切 > 敕列切)                 | *-t                    | cit3                               | テツ                                                    | tetsu                                           | 철, 초                          | triệt                          | -                    |
| 山                           | Shān                       | srean                             | -n                     | saan1                              | サン セン                                               | san sen                                         | 산                              | sơn                            | 山字旁               |
| 巛 > 川                      | Chuān                      | tsyhwen                           | -n                     | cyun1                              | セン                                                    | sen                                             | 천                              | xuyên                          | 三拐儿               |
| 工 (𢒄)                      | Gōng                       | kuwng                             | -ng                    | gung1                              | コウ                                                    | kou                                             | 공                              | công                           | -                    |
| 己                           | Jǐ                         | kiX                               |                        | gei2                               | キ コ                                                   | ki ko                                           | 기                              | kỷ                             | -                    |
| 巾                           | Jīn                        | kin                               | -n                     | gan1                               | キン                                                    | kin                                             | 건                              | cân                            | 巾字旁               |
| 干                           | Gān                        | kan                               | -n                     | gon1                               | カン                                                    | kan                                             | 간                              | can                            | -                    |
| 幺, 么                       | Yāo                        | (於堯切 > 伊堯切)                 |                        | jiu1                               | ヨウ < エウ                                             | you < eu                                        | 요                              | yêu                            | 幺字旁               |
| 广 > 廣, 広                  | Guǎng, Yǎn, Ān             | kwangH, kwangX                    | *-m -ng                | gwong2                             | ゲン < ゲム                                             | gen < gemu                                      | 엄                              | nghiễm                         | 广字旁               |
| 廴                           | Yín                        | (余忍切 > 以忍切)                 | -n                     | jan2                               | イン                                                    | in                                              | 인                              | dẫn                            | 建字旁               |
| 𠬞, 𢪒, 𢪙 > 廾 (八)         | Gǒng                       | kjowngX                           | -ng                    | gung2 (da 拱 gong3)                | キョウ                                                  | kyou                                            | 공                              | củng                           | 弄字底               |
| 弋                           | Yì                         | yik                               | *-k                    | jik6                               | ヨク                                                    | yoku                                            | 익                              | dặc                            | -                    |
| 弓                           | Gōng                       | kjuwng                            | -ng                    | gung1                              | キュウ グウ                                             | kyuu guu                                        | 궁                              | cung                           | 弓字旁               |
| 彑 > 彐                      | Jì                         | (居例切)                          |                        | gai3                               | ケイ                                                    | kei                                             | 계                              | ký, kệ, kẹ, kí                 | -                    |
| 彡                           | Shān                       | (所銜切 > 師銜切)                 | *-m                    | saam1                              | サン < サム                                             | san < samu                                      | 삼                              | sam                            | 三撇儿               |
| 彳                           | Chì                        | (丑亦切)                          | *-k                    | cik1                               | テキ                                                    | teki                                            | 척                              | sách, xích                     | 双人旁 双立人        |
| 心, 忄, 㣺, ⺗               | Xīn                        | sim                               | *-m                    | sam1                               | シン < シム                                             | shin < shimu                                    | 심                              | tâm                            | 竖心旁               |
| 戈                           | Gē                         | kwa                               |                        | gwo1                               | カ                                                      | ka                                              | 과                              | qua                            | -                    |
| 戶 > 戸, 户                  | Hù                         | huX                               |                        | wu6                                | コ                                                      | ko                                              | 호                              | hộ                             | 户字旁               |
| 手, 扌, 龵                   | Shǒu                       | (書九切 > 始九切)                 |                        | sau2                               | シュウ                                                  | shuu                                            | 수                              | thủ                            | 提手旁               |
| 支                           | Zhī                        | tsye                              |                        | zi1                                | シ                                                      | shi                                             | 지                              | chi                            | 支字旁               |
| 攴                           | Pū                         | (普木切)                          | *-k                    | bok1, pok3                         | ホク ボク                                               | hoku boku                                       | 복                              | phộc                           | -                    |
| 文                           | Wén                        | mjun                              | -n                     | man4                               | モン ブン                                               | mon bun                                         | 문                              | văn                            | -                    |
| 斗                           | Dǒu                        | tuwX, tuwH                        |                        | dau2                               | トウ                                                    | tou                                             | 두                              | đẩu                            | -                    |
| 斤                           | Jīn                        | kj+n, kj+nH                       | -n                     | gan1                               | キン                                                    | kin                                             | 근                              | cân                            | 斤字头               |
| 方                           | Fāng                       | pjang                             | -ng                    | fong1                              | ホウ < ハウ                                             | hou < hau                                       | 방                              | phương                         | 方字旁               |
| 𣞤 > 𣞤 > 無 (舞) > 无       | Wú                         | mju                               |                        | mou4                               | ム ブ                                                   | mu bu                                           | 무                              | vô                             | -                    |
| ☉ > 日                       | Rì                         | nyit                              | *-t                    | jat6                               | ニチ                                                    | nichi                                           | 일                              | nhật                           | 日字旁               |
| 曰                           | Yuē                        | hjwot                             | *-t                    | joek6                              | エツ < ヱツ ワチ                                        | etsu < wetsu wachi                              | 왈                              | viết                           | 冒字头               |
| 月 (~夕)                     | Yuè                        | ngjwot                            | *-t                    | jyut6                              | ゲツ < グヱツ ガツ                                      | getsu < gwetsu gatsu                            | 월                              | nguyệt                         | 月字旁               |
| 木                           | Mù                         | muwk                              | *-k                    | muk6                               | モク                                                    | moku                                            | 목                              | mộc                            | 木字旁               |
| 欠 (~㒫 > 无)                | Qiàn                       | khjaemH, khjomH                   | *-m                    | him3                               | ケン < ケム カン < カム                                 | ken < kemu kan < kamu                           | 흠                              | khiếm                          | 欠字旁               |
| 止                           | Zhǐ                        | tsyiX                             |                        | zi2                                | シ                                                      | shi                                             | 지                              | chỉ                            | 止字旁               |
| ~𣦻 > 歺 > 歹                | Dǎi - - - È                | (五割切)                          | *-t                    | daai2 - - - ngaat6, aat3           | タイ - - - ガツ ガチ                                    | tai - - - gatsu gachi                           | 대 - - - 알                     | đãi - - - ngạt, ngặt           | 歹字旁               |
| 殳                           | Shū                        | dzyu                              |                        | syu4                               | シュ                                                    | shu                                             | 수                              | thù                            | -                    |
| (母>) 毋                     | Wú                         | mju                               |                        | mou4                               | ム ブ                                                   | mu bu                                           | 무                              | vô                             | -                    |
| 比                           | Bĭ                         | pjijX                             |                        | bei2                               | ヒ                                                      | hi                                              | 비                              | bỉ                             | -                    |
| 毛                           | Máo                        | maw                               |                        | mou4                               | モウ                                                    | mou                                             | 모                              | mao                            | -                    |
| 氏                           | Shì                        | dzyeX                             |                        | si6                                | シ ジ                                                   | shi ji                                          | 씨                              | thị                            | -                    |
| 气 > 氣, 気                  | Qì                         | khj+jH                            |                        | hei3                               | キ                                                      | ki                                              | 기                              | khí                            | -                    |
| 水 > 氺, 氵                  | Shuǐ                       | sywijX                            |                        | seoi2                              | スイ                                                    | sui                                             | 수                              | thủy                           | 三点水               |
| 火; ~灸 > 灬                 | Huǒ                        | xwaX                              |                        | fo2                                | カ                                                      | ka                                              | 화                              | hỏa                            | 四点底               |
| 爪, 爫, ⺥                   | Zhuā                       | (側狡切)                          |                        | zaau2                              | ソウ < サウ                                             | sou < sau                                       | 조                              | trảo                           | 爪字头               |
| ~攴 > 父                     | Fù                         | bjuX                              |                        | fu6                                | ブ フ                                                   | bu fu                                           | 부                              | phụ                            | 父字头               |
| 爻                           | Yáo                        | (胡茅切 > 何交切)                 |                        | ngaau4                             | コウ < カウ                                             | kou < kau                                       | 효                              | hào                            | -                    |
| 爿 >丬                       | Pán, Qiáng                 | [讀若牆]                          | -n, -ng                | baan6, coeng4                      | ショウ < シャウ                                         | shou < shau                                     | 장                              | tường                          | -                    |
| 片                           | Piàn                       | phenH                             | -n                     | pin3                               | ヘン                                                    | hen                                             | 편                              | phiến                          | -                    |
| 牙                           | Yá                         | ngae                              |                        | ngaa4                              | ガ ゲ                                                   | ga ge                                           | 아                              | nha                            | -                    |
| 牛, 牜, ⺧                   | Niú                        | ngjuw                             |                        | ngau4                              | ギウ < ギュウ                                           | giu < gyuu                                      | 우                              | ngưu                           | 牛字旁               |
| 犬 > 犭                      | Quăn                       | khwenX                            | -n                     | hyun2                              | ケン                                                    | ken                                             | 견                              | khuyển                         | 反犬旁               |
| 玄                           | Xuán                       | hwen                              | -n                     | jyun4                              | ケン < クヱン ゲン < グヱン                             | ken < kwen gen < gwen                           | 현                              | huyền                          | -                    |
| 玉 - - - (王, ⺩) - - - (玊) | Yù - - - (Wáng) - - - (Sù) | ngjowk                            | *-k                    | juk6 - - - (wong4) - - - (suk1)    | ゴク ギョク - - - オウ < ワウ - - - シュク              | goku gyoku - - - ou < wau - - - shuku           | 옥 - - - (왕) - - - (숙, 옥)    | ngọc - - - (vương) - - - (túc) | 王字旁               |
| 瓜                           | Guā                        | kwae                              |                        | gwaa1                              | カ < クヮ                                               | ka < kwa                                        | 과                              | qua                            | -                    |
| 瓦                           | Wǎ                         | ngwaeX                            |                        | ngaa5                              | ガ < グヮ                                               | ga < gwa                                        | 와                              | ngõa                           | -                    |
| 𤮺 > 甘                      | Gān                        | kam                               | *-m                    | gam1                               | カン < カム                                             | kan < kamu                                      | 감                              | cam                            | -                    |
| 禸                           | Róu                        | (人九切 > 忍九切)                 |                        | jau2                               | ニュ ジュウ                                             | nyu jyuu                                        | 유                              | nhựu                           | -                    |
| 𤯓 > 生                      | Shēng                      | sraeng                            | -ng                    | saang1                             | セイ ショウ < シャウ                                    | sei shou < shau                                 | 생                              | sinh                           | -                    |
| 𤰃 > 用                      | Yòng                       | yowngH                            | -ng                    | jung6                              | ヨウ ユウ                                               | you uu                                          | 용                              | dụng                           | -                    |
| 田                           | Tián                       | den(H)                            | -n                     | tin4                               | デン テン                                               | den ten                                         | 전                              | điền                           | 田字旁               |
| 疋, ⺪                       | Pǐ - - - Shū               | srjo                              | *-t                    | pat1 - - - so1                     | ヒツ ヒチ - - - ショ                                    | hitsu hichi - - - sho                           | 필 - - - 소                     | thất - - - sơ                  | -                    |
| 𤕫 > 疒                      | Chuáng - - - Né, Nì        | (女戹切 > 尼厄切)                 | *-k, -ng               | cong4 - - - nak6, nik6             | ソウ - - - ダク ニャク                                  | sou - - - daku nyaku                            | 녁                              | nạch                           | 病字旁               |
| 𣥠 > 癶                      | Bō                         | pat                               | *-t                    | but6                               | ハツ                                                    | hatsu                                           | 발                              | bát                            | -                    |
| 白                           | Bái                        | baek                              | *-k                    | baak6                              | ハク ビャク                                             | haku byaku                                      | 백                              | bạch                           | 白字旁               |
| 𣪉 (叚) > 𡰻 > 皮            | Pí                         | bje                               |                        | pei4                               | ヒ                                                      | hi                                              | 피                              | bì                             | -                    |
| 皿                           | Mǐng, Mǐn                  | mjaengX                           | -n, -ng                | ming5                              | ミョウ < ミャウ                                         | myou < myau                                     | 명                              | mãnh                           | 皿字底               |
| 目, ⺫                       | Mù                         | mjuwk                             | *-k                    | muk6                               | モク                                                    | moku                                            | 목                              | mục                            | 目字旁               |
| 矛                           | Máo                        | mjuw, muw                         |                        | maau4                              | ム                                                      | mu                                              | 모                              | mâu                            | -                    |
| 皿                           | Shǐ                        | syij(X)                           |                        | ci2                                | シ                                                      | shi                                             | 시                              | thỉ                            | -                    |
| 石                           | Shí                        | dzyek                             | *-k                    | sek6                               | セキ ジャク                                             | seki jaku                                       | 석                              | thạch                          | 石字旁               |
| 丅 > 示, ⺬> 礻              | Shì                        | zyijH                             |                        | si6                                | シ ジ                                                   | shi ji                                          | 시                              | thị                            | 示字旁               |
| 禾                           | Hé                         | hwa                               |                        | wo4                                | カ < クヮ                                               | ka < kwa                                        | 화                              | hòa                            | 禾木旁               |
| 𥤢 > 穴                      | Xué                        | hwet                              | *-t                    | jyut6                              | ケツ < クヱツ ケチ < クヱチ                             | ketsu < kwetsu kechi < kwechi                   | 혈                              | huyệt                          | 穴宝盖               |
| 立 (+辛 in cima)             | Lì                         | lip                               | *-p                    | laap6                              | リュウ < リフ                                           | ryuu < rifu                                     | 립, 입                          | lập                            | 立字旁               |
| 竹, ⺮                       | Zhú                        | trjuwk                            | *-k                    | zuk1                               | チク                                                    | chiku                                           | 죽                              | trúc                           | 竹字头               |
| 米                           | Mĭ                         | mejX                              |                        | mai5                               | マイ                                                    | mai                                             | 미                              | mễ                             | 米字旁               |
| 糸 > 糹, 纟                  | Sī - - - Mì                | si                                | *-k                    | si1 - - - mik6                     | シ - - - ミャク                                         | shi - - - myaku                                 | 실, 사 - - - 멱                 | mịch - - - tơ, ti              | 绞丝旁               |
| 缶                           | Fǒu                        | pjuwX                             |                        | fau2                               | フウ                                                    | fuu                                             | 부                              | phũ, phẫu, phễu                | 缶字旁               |
| 网 > 罒, ⺳(𦉸 > 罔 > 網)    | Wǎng                       | mjangX                            | -ng                    | mong5                              | モウ < マウ ボウ < バウ                                 | mou < mau bou < bau                             | 망                              | võng                           | 皿字头               |
| 𦍋 > 羊 > ⺶, 𦍌, ⺷         | Yáng                       | yang                              | -ng                    | joeng4                             | ヨウ < ヤウ                                             | you < yau                                       | 양                              | dương                          | -                    |
| 𦏲 > 羽                      | Yǔ                         | hjuX                              |                        | jyu5                               | ウ                                                      | u                                               | 우                              | vũ                             | -                    |
| 老 > 耂                      | Lǎo                        | lao3                              |                        | lou5                               | ロウ < ラウ                                             | rou < rau                                       | 로                              | lão                            | -                    |
| 而                           | Ér                         | nyi                               |                        | ji4                                | ニ                                                      | ni                                              | 이                              | nhi                            | -                    |
| 耒                           | Lěi                        | lwijX, lwojH                      |                        | leoi6                              | ライ                                                    | rai                                             | 뢰                              | lỗi                            | -                    |
| 耳                           | Ěr                         | nyiX                              |                        | ji5                                | ニ                                                      | ni                                              | 이                              | nhĩ                            | 耳字旁               |
| 聿 > ⺻                      | Yù                         | (余律切 > 允律切 > 以律切)        | *-t                    | jyut6                              | イツ イチ < ヰチ                                        | itsu ichi < wichi                               | 율                              | duật                           | -                    |
| 肉 >⺼                       | Ròu                        | rou4                              | *-k                    | juk6                               | ニク                                                    | niku                                            | 육                              | nhục                           | 月字旁               |
| 臣                           | Chén                       | dzyin                             | -n                     | san4                               | ジン シン                                               | jin shin                                        | 신                              | thần                           | -                    |
| 𦣹 > 自                      | Zì                         | dzijH                             |                        | zi6                                | ジ シ                                                   | ji shi                                          | 자                              | tự                             | -                    |
| 至                           | Zhì                        | tsyijH                            |                        | zi3                                | シ                                                      | shi                                             | 지                              | chí                            | -                    |
| 臼                           | Jiù                        | gjuwX                             |                        | kau5                               | キュウ                                                  | kyuu                                            | 구                              | cữu                            | -                    |
| 舌                           | Shé                        | zyet                              | *-t                    | sit3                               | セツ ゼツ ゼチ                                          | setsu zetsu zechi                               | 설                              | thiệt                          | 舌字旁               |
| 舛                           | Chuǎn                      | tsyhwenX                          | -n                     | cyun2                              | セン シュン                                             | sen shun                                        | 천                              | suyễn                          | -                    |
| 舟 (~月/𣍝)                  | Zhōu                       | tsyuw                             |                        | zau1                               | シュウ                                                  | shuu                                            | 주                              | chu                            | 舟字旁               |
| 艮                           | Gèn                        |                                   | -n                     | gan3                               | コン                                                    | kon                                             | 간                              | cấn                            | -                    |
| 色 (< 绝 < 絕?)              | Sè                         | srik                              | *-k                    | sik1                               | ショク シキ                                             | shoku shiku                                     | 색                              | sắc                            | -                    |
| 艸 > 艹                      | Cǎo                        | tshawX                            |                        | cou2                               | ソウ < サウ                                             | sou < sau                                       | 초                              | thảo                           | -                    |
| 虍 > 虎                      | Hǔ                         | xuX                               |                        | fu2                                | コ                                                      | ko                                              | 호                              | hô                             | 虎字头               |
| 虫 (> 蟲 >) 虫; > 虺         | Chóng                      | drjuwng                           | -ng                    | cung4                              | ジュウ チュウ                                           | juu chuu                                        | 충                              | trùng                          | 虫字旁               |
| 血                           | Xué (coll. "Xiě")          | xwet                              | *-t                    | hyut3                              | ケツ < クヱツ ケチ < クヱチ                             | ketsu < kwetsu kechi < kwechi                   | 혈                              | huyết                          | -                    |
| 行 (> 彳; 亍)                | Xíng - - - Háng            | hang(H)                           | -ng                    | hang4                              | コウ < カウ ゴウ ガウ - - - コウ < カウ ギョウ < ギャウ | kou < kau gou < gau - - - kou < kau gyou < gyau | 행                              | hành, hàng                     | -                    |
| 衣 > 衤                      | Yī                         | 'j+j                              |                        | ji1                                | イ エ                                                   | i e                                             | 의                              | y                              | 衣字旁               |
| 襾                           | Yà, Xià                    | (呼訝切; 衣嫁切 > 衣駕切)         |                        | aa3 haa2                           | ア カ                                                   | a ka                                            | 아                              | á                              | -                    |
| 見 > 见                      | Jiàn                       | keanH, kenH                       | -n                     | gin3                               | ケン                                                    | ken                                             | 견                              | kiến                           | -                    |
| 𧢲 > 角                      | Jiǎo, Jué                  | kaewk                             | *-k                    | gok3                               | カク                                                    | kaku                                            | 각                              | giác                           | 角字旁               |
| 言; 訁> 讠                   | Yán                        | ngjon                             | -n                     | jin4                               | ゲン ゴン                                               | gen gon                                         | 언                              | ngôn                           | 言字旁               |
| 𠔌 > 谷                      | Gǔ                         | kuwk                              | *-k                    | guk1                               | コク                                                    | koku                                            | 곡                              | cốc                            | -                    |
| 豆                           | Dòu                        | duwH                              |                        | dau2                               | トウ                                                    | tou                                             | 두                              | đậu                            | -                    |
| 豕                           | Shĭ                        | syeX                              |                        | ci2                                | シ                                                      | shi                                             | 시                              | thỉ                            | -                    |
| 豸                           | Zhì                        | drjeX                             |                        | zaai6, zi6                         | チ タイ                                                 | chi tai                                         | 치 태                           | trĩ, trãi                      | -                    |
| 貝 > 贝 (+鼎)                | Bèi                        | pajH                              |                        | bui3                               | ハイ バイ                                               | hai bai                                         | 패                              | bối                            | -                    |
| 𤆍 > 灻 > 赤                 | Chì                        | tshjek, tsyhek                    | *-k                    | cek3                               | セキ シャク                                             | seki shaku                                      | 적                              | xích                           |                      |
| 𧺆 > 走, 赱                  | Zǒu                        | tsuwX                             |                        | zau2                               | ソウ                                                    | sou                                             | 주                              | tẩu                            | 走字旁               |
| 足, ⻊                       | Zú                         | tsjowk                            | *-k                    | zuk1                               | ソク ショク                                             | soku shoku                                      | 족                              | túc                            | 足字旁               |
| 身                           | Shēn                       | syin                              | -n                     | san1                               | シン                                                    | shin                                            | 신                              | thân                           | 身字旁               |
| 車 > 车                      | Chē                        | tsyhae                            |                        | ce1                                | シャ                                                    | sha                                             | 차, 거                          | xa                             | -                    |
| 䇂 > 辛, 𨐌 (+立 in cima)    | Xīn                        | sin                               | -n                     | san1                               | シン                                                    | shin                                            | 신                              | tân                            | -                    |
| 𨑃, 𠨷 > 辰                  | Chén                       | zyin                              | -n                     | san4                               | シン                                                    | shin                                            | 진                              | thần, thìn                     | -                    |
| 辵 > ⻍, 辶                  | Chuò                       | trhjaek                           | *-k                    | coek3                              | チャク                                                  | chaku                                           | 착                              | sước                           | 走之旁               |
| 邑 > [- 阝]                  | Yì                         | 'ip                               | *-p                    | jap1                               | ユウ < イフ オウ < オフ                                 | uu < ifu ou < ofu                               | 읍                              | ấp                             | -                    |
| 丣 > 酉 (> 酒)               | Yǒu                        | yuwX                              |                        | jau5                               | ユウ < イウ                                             | uu < iu                                         | 유                              | dậu                            | -                    |
| 釆                           | Biàn                       | (蒲莧切)                          | -n                     | bin6                               | ハンベン                                                | han ben                                         | 변                              | biện                           | -                    |
| 里                           | Lǐ                         | liX                               |                        | lei5                               | リ                                                      | ri                                              | 리, 이                          | lý                             | -                    |
| 金, 𨤾; 釒> 钅               | Jīn                        | kim                               | *-m                    | gam1                               | キン < キム コン < コム                                 | kin < kimu kon < komu                           | 김                              | kim                            | 金字旁               |
| 𨱗 > 長 > 长                 | Zhǎng                      | drjang                            | -ng                    | coeng4                             | チョウ < チャウ ジョウ < ヂャウ                         | chou < chau jou < jau                           | 장                              | trường, trưởng                 | -                    |
| 門, 𨳇 > 门                  | Mén                        | mwon                              | -n                     | mun4                               | モン                                                    | mon                                             | 문                              | môn                            | -                    |
| 𨸏 > 阜 > 阝~                | Fù                         | bjuwX                             |                        | fau6                               | フウ                                                    | fuu                                             | 부                              | phụ                            | -                    |
| 隶 (~聿)                     | Dài                        | (徒耐切 > 待戴切)                 |                        | dai6                               | タイ                                                    | tai                                             | 대, 이                          | đãi                            | -                    |
| 隹                           | Zhuī                       | tsywij                            |                        | zeoi1                              | スイ                                                    | sui                                             | 추                              | chuy                           | 隹字旁               |
| 𠕲 > 雨, ⻗                  | Yǔ                         | hjuX                              |                        | jyu5                               | ウ                                                      | u                                               | 우                              | vũ                             | 雨字头               |
| 𤯞 > 靑 > 青                 | Qīng                       | tsheng                            | -ng                    | cing1                              | セイ シャウ < ショウ                                    | sei shau < shou                                 | 청                              | thanh                          | -                    |
| 非                           | Fēi                        | pj+j                              |                        | fei1                               | ヒ                                                      | hi                                              | 비                              | phi                            | -                    |
| ~𡇡 > 𠚑 > 面, 靣            | Miàn                       | mjienH                            | -n                     | min6                               | メン ベン                                               | men ben                                         | 면                              | diện                           | -                    |
| 革, 𠦶                       | Gé                         | keak                              | *-k                    | gaak3                              | カク                                                    | kaku                                            | 혁                              | cách                           | 革字旁               |
| 韋 > 韦                      | Wéi                        | hjw+j                             |                        | wai4                               | イ < ヰ                                                 | i < wi                                          | 위                              | vi                             | -                    |
| 音 (~言)                     | Yīn                        | 'im                               | *-m                    | jam1                               | イン < イム オン < オム                                 | in < imu on < omu                               | 음                              | âm                             | 音字旁               |
| 韭                           | Jiǔ                        | kjuwX                             |                        | gau2                               | キュウ                                                  | kuyy                                            | 구                              | cửu                            | -                    |
| 頁 > 页                      | Yè - - - Xié               | (胡結切 > 奚結切 > 胡結切)        | *-p - - - *-t          | jip6 - - - kit3, sau2              | ヨウ < エフ - - - ケツ ゲチ                             | you < efu - - - ketsu gechi                     | 엽 - - - 혈                     | hiệt                           | -                    |
| 風, 凬 > 风                  | Fēng                       | pjuwng                            | -ng                    | fung1                              | フウ                                                    | fuu                                             | 풍                              | phong                          | -                    |
| 飛 > 飞                      | Fēi                        | pj+j                              |                        | fei1                               | ヒ                                                      | hi                                              | 비                              | phi                            | -                    |
| 𩚀 > 𠊊 > 食; 飠> 饣         | Shí                        | zyik                              | *-k                    | sik6                               | ジキ ショク                                             | jiki shoku                                      | 식                              | thực                           | 食字旁               |
| 首, 𩠐, 𦣻                   | Shǒu                       | syuwH                             |                        | sau2                               | シュウ シュ                                             | shuu shu                                        | 수                              | thủ                            | -                    |
| 𪏽 > 香, 𥞌                  | Xiāng                      | xjang                             | -ng                    | hoeng1                             | キョウ < キャウ コウ < カウ                             | kyou < kyau kou < kau                           | 향                              | hương                          | -                    |
| 馬 > 马                      | Mă                         | maeX                              |                        | maa5                               | メ (唐音: マ)                                           | me (ma)                                         | 마                              | mã                             | 马字旁               |
| 骨, ⾻                       | Gǔ                         | kwot                              | *-t                    | gwat1                              | コツ コチ                                               | kotsu kochi                                     | 골                              | cốt                            | 骨字旁               |
| 髙 > 高                      | Gāo                        | kaw                               |                        | gou1                               | コウ < カウ                                             | kou < kau                                       | 고                              | cao                            | -                    |
| 髟                           | Biāo                       | pjiew                             |                        |                                    | ヒョウ < ヘウ                                           | hyou < heu                                      | 표                              | bưu                            | -                    |
| 鬥 (> 斗)                    | Dòu                        | tuwX, tuwH                        |                        | dau2                               | トウ                                                    | tou                                             | 두, 투, 각                      | đấu                            | -                    |
| 鬯                           | Chàng                      | trhjangH                          |                        | coeng3                             | チョウ < チャウ                                         | chou < chau                                     | 창                              | sưởng                          | -                    |
| 鬲                           | Lì - - - Gé                | keak                              | *-k                    | lik6 - - - gaak3                   | レキ < リャク - - - カク < キャク                       | reki < ryaku - - - kaku < kyaku                 | 력, 역 - - - 격                 | lịch - - - cách                | -                    |
| 鬼                           | Guǐ                        | kjw+jX                            |                        | gwai2                              | キ < クヰ                                               | ki < kwi                                        | 귀                              | quỷ                            | -                    |
| 𤋳 > 魚 > 鱼                 | Yú                         | ngjo                              |                        | jyu4                               | ギョ                                                    | gyo                                             | 어                              | ngư                            | 鱼字旁               |
| 鳥 > 鸟                      | Niǎo, Diăo                 | tewX                              |                        | niu5                               | チョウ < テウ                                           | chou < teu                                      | 조, 도                          | điểu                           | 鸟字旁               |
| 鹵 (~東) > 卤                | Lǔ                         | luX                               |                        | lou5                               | ロ                                                      | ro                                              | 로, 노                          | lỗ                             | -                    |
| 鹿                           | Lù                         | luwk                              | *-k                    | luk6                               | ロク                                                    | roku                                            | 록, 녹                          | lộc                            | -                    |
| 麥 > 麦                      | Mài                        | meak                              | *-k                    | mak6                               | バク                                                    | baku                                            | 맥                              | mạch                           | -                    |
| 麻                           | Má                         | mae                               |                        | maa4                               | マ                                                      | ma                                              | 마                              | ma                             | -                    |
| 黄, 黃                       | Huáng                      | hwang                             | -ng                    | wong4                              | コウ < クヮウ                                           | kou < kwau                                      | 황                              | hoàng, huỳnh                   | -                    |
| 黍                           | Shǔ                        | (舒呂切 > 賞呂切)                 |                        | syu2                               | ショ                                                    | sho                                             | 서                              | thử                            | -                    |
| 𪐗 > 黒 > 黑                 | Hēi                        | xok                               | *-k                    | hak1                               | コク                                                    | koku                                            | 흑                              | hắc                            | 黑字旁               |
| 黹                           | Zhǐ                        | (陟几切 > 豬幾切 > 展幾切)        |                        | zi2                                | チ                                                      | chi                                             | 치                              | chỉ                            | -                    |
| 黽, 𪓑 > 黾                  | Mǐng Mǐn                   | (莫杏切)                          | -n, -ng                | maang5 man5                        | ミョウ メン                                             | myou men                                        | 맹 민                           | mẫn, mãnh                      | -                    |
| 𥅀 > 鼎                      | Dǐng                       | tengX                             | -ng                    | ding2                              | テイ                                                    | tei                                             | 정                              | đỉnh                           | -                    |
| 鼓, 鼔                       | Gǔ                         | kuX                               |                        | gu2                                | コ ク                                                   | ko ku                                           | 고                              | cổ                             | -                    |
| 鼠, 䑕, 鼡                   | Shǔ                        | syoX                              |                        | syu2                               | ショ ソ                                                 | sho so                                          | 서                              | thử                            | -                    |
| (自 >) 鼻                    | Bí                         | bjijH                             |                        | bei6                               | ヒ ビ                                                   | hi bi                                           | 비                              | tị                             | -                    |
| 𠫸 > 齊 > 斉, 齐             | Qí                         | (徂兮切 > 前西切)                 |                        | cai4                               | セイ サイ ザイ                                          | sei sai zai                                     | 제                              | tề                             | -                    |
| 𦥒 > 𣥫 > 齒 > ⻭, 齿        | Chǐ                        | tsyhiX                            |                        | ci2                                | シ                                                      | shi                                             | 치                              | xỉ                             | -                    |
| 龍 > 竜, 𥪖, 𥪐, 龙          | Lóng                       | ljowng                            | -ng                    | lung4                              | リョウ リュウ                                           | ryou ryuu                                       | 룡, 용                          | long                           | -                    |
| 龜 > ⻲, 龟                  | Guī - - - Qiū, - - - Jūn   | kwij                              | -n                     | gwai1 - - - kau1, gau1 - - - gwan1 | キ < クヰ - - - キュウ - - - キン                       | ki < kwi - - - kyuu - - - kin                   | 귀 - - - 구 - - - 균            | quy                            | -                    |
| 龠, 𠎤 > 籥                  | Yuè                        | yak                               | *-k                    | joek6                              | ヤク                                                    | yaku                                            | 약                              | dược                           | -                    |

## Lista di radicali Shuowen
Nella tabella sotto, sono riassunti i radicali Shuowen, cioè gli antenati dei radicali Kangxi. Come dice il nome stesso, sono i 540 "bù" che Xu Shen ha individuato nella sua magistrale analisi dei caratteri cinesi scritti nella standardizzazione del periodo Qin, lo Shuowen Jiezi (Xu Shen non ha potuto consultare le ossa oracolari, cadute in disuso e diseppellite e tornate alla luce secoli dopo, forse a partire dal periodo Tang; quindi Xu Shen, nel suo studio lessicografico, descrive i caratteri come apparivano al suo tempo e compie anche alcuni errori nella divisione e interpretazione. Solo in dei casi cita degli arcaismi gǔwén 古文 presi da alcuni testi pre-Qin nascosti nei muri delle case per farli sfuggire ai roghi di Qin Shi Huangdi e cita dei caratteri in uno stile calligrafico più antico, lo stile Zhòuwén 籀文. Xu Shen non ha potuto nemmeno consultare i bronzi Shang e Zhou). La grafia originale di tutti i caratteri, radicali inclusi, era quella del Piccolo Sigillo (小篆 Xiǎozhuàn) e, nelle varie ristampe, correzioni e aggiunte di glosse, è rimasto intatto. L'opera è divisa in 15 parti e gli stessi radicali Shuowen sono divisibili in parti. 34 radicali non hanno caratteri, mentre 159 ne contano solo uno. Lo Shuowen Jiezi è tuttora esistente e consultabile, ma la prima copia sopravvissuta risale al periodo Tang. Il commentario più famoso e autorevole è quello di Xú Xuàn (徐鉉, 916–991), che scrisse a partire dal 986 su ordine diretto dell'Imperatore. Xu Xuan corresse molte annotazioni sbagliate dell'edizione di Li Yangbing e aggiunse la pronuncia in fanqie (siccome Xu Xuan è vissuto sotto la Dinastia Song, il suo fanqie riflette la pronuncia del cinese medio). Il secondo più grande commentario all'opera, è quello di Duan Yucai 段玉裁 (1735–1815), vissuto durante il periodo Qing. Impiegò 30 anni per scriverlo e lo pubblicò poco prima della propria morte. Lo Shuowen Jiezi oggi si trova anche online ed è tuttora oggetto di studio e consultazione, anche se con spirito critico (si vedano per esempio gli studi di Weldon South Coblin e Paul Serruys). "Shuowen Jiezi" è anche il nome di un programma cinese su Sun TV in cui ogni giorno una presentatrice spiega l'etimologia di un carattere al giorno al grande pubblico in soli 5 minuti.
| Sezione | Radicali Shuowen |
| ------- | --- |
| 1       | (introduzione) |
| 2       | 一丄⺬三王玉玨气士丨屮艸蓐茻                                                                                                   |
| 3       | 小八釆半牛犛吿口凵吅哭走止𣥠歨此正昰辵彳廴㢟行齒牙足疋品龠𠕋                                                                   |
| 4       | 㗊舌干𧮫只㕯句丩古十卅言誩音䇂丵菐𠬞𠬜𠔏𠔱舁𦥑䢅爨革鬲䰜爪丮鬥又𠂇史支𦘒聿畫隶臤臣殳殺𠘧寸𡰻㼱攴敎⺊𤰆爻㸚                     |
| 5       | 𡕥目䀠眉盾𦣹𪞶鼻皕習𦏲隹奞雈𠁥𥄕羊羴瞿雔雥鳥烏𠦒冓幺𢆶叀玄予放𠬪𣦻歺死冎骨肉筋刀刃㓞丯耒𧢲                                     |
| 6       | 竹箕丌左工㠭巫𤮺曰𠄎丂可兮号亏𠤔喜𧯛鼓豈豆豊豐䖒虍虎虤皿𠙴去血丶𠂁靑丼皀鬯食亼會倉入缶矢高冂𩫖京亯𣆪畗㐭嗇來麥夊舛䑞韋弟夂久桀 |
| 7       | 木東林才叒𡳿帀出𣎵𤯓乇𠂹𠌶華𥝌𥠻巢桼束𣠔囗員貝邑𨛜                                                                             |
| 8       | 日旦倝㫃冥晶月有朙囧夕多毌𢎘𠀟𠧪齊朿片鼎𠅏彔禾秝黍𪏽米毇臼凶朩𣏟麻尗耑韭瓜瓠宀宮呂穴㝱𤕫冖𠔼冃㒳网襾巾巿帛白㡀黹               |
| 9       | 人𠤎匕从比北丘㐺𡈼重臥身𠂣衣裘老毛毳𡰣尺尾𡳐舟方儿兄兂皃𠑹先禿見覞欠㱃㳄㒫頁                                                   |
| 10      | 𦣻面匃首𥄉須彡彣文髟后司卮卩印色𠨍辟勹包茍鬼甶厶嵬山屾屵广厂丸危石𨱗勿冄而豕㣇彑豚豸𤉡易象                                     |
| 11      | 馬𢊁鹿麤㲋兔萈犬㹜鼠能熋火炎𪐗囪焱炙𤆍大𡗕夨夭交𡯁𡔲𡕍幸奢亢夲夰亣夫立竝囟恖心惢                                               |
| 12      | 水沝瀕𡿨巜川𤽄灥永𠂢𠔌仌雨雲𤋳𩺰㷼龍飛非卂                                                                                     |
| 13      | 𠃉𠀚至卥鹵鹽戶門耳𦣝手𠦬女毋民丿𠂆乁氏氐戈戉我亅𤦡乚亾匸匚曲𠙹瓦弓弜𢎺系                                                       |
| 14      | 糸𦃃𢇁率虫䖵蟲風它龜黽卵二土垚𡎸里田畕黃男力劦                                                                                 |
| 15      | 金幵勺几且斤斗矛車𠂤𨸏𨺅厽𠃢宁叕亞𠄡六𠀁九禸嘼甲乙丙𠆤戊己𢀳庚辛辡壬癸子了孨𠫓𠃠𡩟戼𨑃巳午未𦥔丣酋戌亥                         |